# Judy Torres
Judy Torres (Bronx, Nova Iorque, 13 de Junho de 1968) é uma cantora que foi muito influente no freestyle. Seus singles de maior sucesso são "No Reason to Cry", "Come into My Arms" e "Love Story", que chegaram as posições #16, #19 e #47 na Billboard Hot Dance Club Songs.

## Discografia
Álbuns de estúdio
- 1989: Love Story
- 1992: My Soul